# 裙鳍蛇鳗
裾鰭蛇鰻，又稱裙鰭蛇鰻，俗名為海蛇，為輻鰭魚綱鰻鱺目的其中一種。

## 分佈
本魚分布於印度太平洋海域。

## 特徵
本魚吻尖，通常超過下頜。上唇邊緣無皮褶。齒圓錐狀或尖銳；上下頜骨齒圓錐狀，各1列；前上頜骨齒4枚，排成半圓形。鋤骨齒之前端為5枚齒，排成狀，其後為1列圓錐齒狀。背鰭起點在胸鰭中部及鰓裂之後。脊椎骨數133至142。體長為體高25.3至26.9倍；尾長為頭與軀幹之1.3至1.4倍；頭長為吻長之5.6倍；吻長為眼徑之1.7倍。前鼻孔成管狀。口裂超過眼之後緣。背鰭、臀鰭在近尾端處升高。無尾鰭。體色為淺褐色，下方較淡。背鰭褐色具白邊，臀鰭白色。體長可達60公分。

## 生態
本魚棲息在400公尺深以內海域之沙泥底。

## 經濟利用
數量多，但不具經濟價值。